# Araneus niveus
Araneus niveus là một loài nhện trong họ Araneidae.
Loài này thuộc chi Araneus. Araneus niveus được Nicholas Marcellus Hentz miêu tả năm 1847.